# Vassili Klioutchevski
Œuvres principales
B. Klutchevsky (trad. C. Andronikof, préf. de Pierre Pascal), Histoire de Russie, Paris, Gallimard, 1956
 Vassili Klioutchevski, Pierre le Grand : Et son œuvre Broché, Payot, coll. « Essais », 10 octobre 1991, 262 p.
Vassili Ossipovitch Klioutchevski, en transcription anglaise Klutchevsky (russe : Василий Осипович Ключевский) (né le 28 janvier 1841 à Voskresenovka, gouvernement de Penza, Empire russe – mort le 25 mai 1911, à Moscou, Empire russe), est un historien russe.

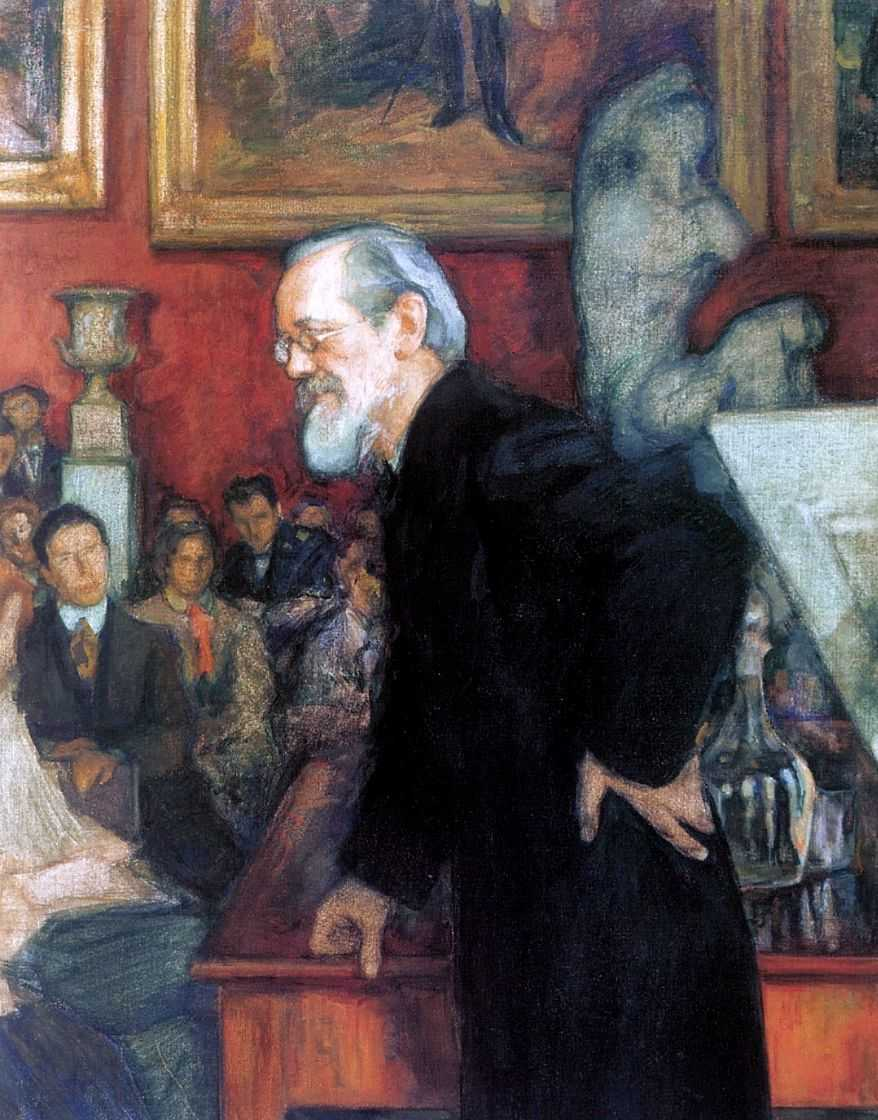
Klioutchevski peint par Leonid Pasternak.

L'historien Iakov Gordine, en évoquant la personnalité de Vassili Klioutchevski, rappelle qu'il est considéré comme le dernier de la troïka des plus célèbres historiens russes avec Nikolaï Karamzine et Sergueï Soloviov. Contrairement à ces prédécesseurs, Klioutchevski provenait d'une famille rurale pauvre. Après la perte  de son père à l'âge de neuf ans, il connaît les difficultés des couches les plus démunies de la société russe. Il étudie d'abord à l'école paroissiale de Penza et les poursuivra au séminaire de la même ville où il entre en 1856. En dépit de la tradition familiale, il ne devait pas devenir prêtre et après quatre années passées au séminaire, en 1860, il entre à l'université de Moscou, au grand désespoir de la direction du séminaire dont il était le meilleur élève.  

## Carrière
Durant toute sa carrière, Klioutchevski s'est intéressé au problème de la déformation des évènements dans le témoignage des contemporains et dans les souvenirs de leurs descendants.
Comme le rapporte Iakov Gordine, le mémoire de Vassili Klioutchevski en fin d'étude universitaire (1866) portait comme titre : « Paroles d'étrangers à propos de l'État moscovite ».  Il part de l'idée de reproduire les choses dites, sans vérifier leur source et de reproduire ainsi le mythe européen sur la Moscovie. Il souhaitait considérer l'histoire de son pays avec les yeux d'observateurs de culture différente, souvent dépourvus de bienveillance et par conséquent particulièrement observateurs. Bien qu'il possède parfaitement le maniement de la critique des sources il n'y eut pas recours. Selon  Iakov Gordine cela « en dit long sur sa pétition de principe ».
Dès l'achèvement de ses études universitaires, il s'intéresse à la vie des saints grâce à une documentation unique conservée à l'Académie  de théologie de Kazan. Ces récits de vie étudiés étaient inévitablement mythifiés et ignoraient la réalité pour créer des modèles de vie idéale. Cette étude lui prit de nombreuses années mais « elle aiguisa chez lui le sens de l'authenticité historique ». En 1871, paraît Les Vies de saints de l'ancienne Russie, résultat de ses longues recherches portant en six ans sur cinq mille Vies de saints. Nombre de ces vies étaient suivant ses conclusions, des variantes d'un même récit.       
Ses Cours d'histoire de la Russie constituent son œuvre-maîtresse et furent publiés de 1904 à 1918 (Klutchevsky 1918).
Klioutchevski a développé une histoire sociale, qui mettait en mineure le rôle des dirigeants. En témoigne par exemple son traitement de la période d'Ivan le terrible, où la personne du tsar occupe très peu de place. Dans l'opinion suivant laquelle « Nous connaissons l'histoire de l'État russe, mais pas du tout celle du peuple russe  », il soutenait la seconde partie de la phrase mais considérait la première comme de l'aveuglement . 
La réputation de Klioutchevski est allée croissant et il avait parfaitement conscience de la valeur de son activité.
L'une des conclusions qui se dégageait de ses cours à l'université était que les réformes non appliquées à temps conduisent à la révolution. En 1890, il émit cette opinion définitive sur la monarchie qu'il écrivit dans son cahier d'aphorismes : « Les tsars russes sont des morts dans un contexte vivant ». Devant ses étudiants en janvier 1905, après le dimanche rouge et le début de la Révolution russe de 1905, il prononça ces mots incroyables  devant ses étudiants : « Nicolas II est le dernier tsar. Alexis ne règnera pas » (Le tsarévitch Alexis avait 6 mois à cette date).    
Klioutchevski était membre de l'Académie des sciences de Russie, et de la société impériale d'archéologie.
Un astéroïde (4560) Klyuchevskij a été nommé en honneur de Klioutchevski.